# Jaera nordmanni subsp. brevicaudata
Jaera nordmanni subsp. brevicaudata Jaume et Garcia, 1988 és una subespècie de crustaci isòpode d'aigua dolça descrita al torrent d'Esporles, a l'altura de sa Granja (Esporles, Mallorca), d'on n'és endèmica. Revisions posteriors han proposat que en realitat es tracta d'un sinònim de la subespècie marina Jaera nordmanni subsp. occidentalis Veuille, 1979, juntament amb l'altra subespècie mallorquina d'aigua dolça: Jaera nordmanni subsp. balearica (Margalef, 1952).